# فيلي ألان
فيلي ألان (بالإنجليزية: Willie Allan)‏ (11 ديسمبر 1942 - ) هو لاعب كرة قدم بريطاني في مركز مهاجم داخلي. شارك مع منتخب اسكتلندا تحت 21 سنة لكرة القدم. أما مع النوادي، فقد لعب مع نادي أبردين ونادي سانت ميرين ونادي فالكيرك ونادي ديربن سيتي ورابطة كرة القدم الاسكتلندية الحادية عشر ‏.